# Consuegra
Consuegra là một đô thị trong tỉnh Toledo, Castile-La Mancha, Tây Ban Nha. Theo điều tra dân số 2006 (INE), đô thị này có dân số là 10538 người.
Ngành kinh tế chủ yếu là nông nghiệp. Ngành công nghiệp đang chiếm ưu thế bởi dệt may và gỗ. Các lâu đài và những cối xay gió là di tích quan trọng nhất của Consuegra.